# Asperuginoides axillaris
Asperuginoides es un género con una especies de plantas fanerógamas de la familia Brassicaceae. Su única especie: Asperuginoides axillaris, es originaria de Irán.

## Taxonomía
Asperuginoides axillaris fue descrita por (Boiss. & Hohen.) Rauschert y publicado en Taxon 31: 558. 1982.
Sinonimia
- Buchingera axillaris Boiss. & Hohen.[4]